# Letis
Letis är ett släkte av fjärilar. Letis ingår i familjen nattflyn.

## Bildgalleri

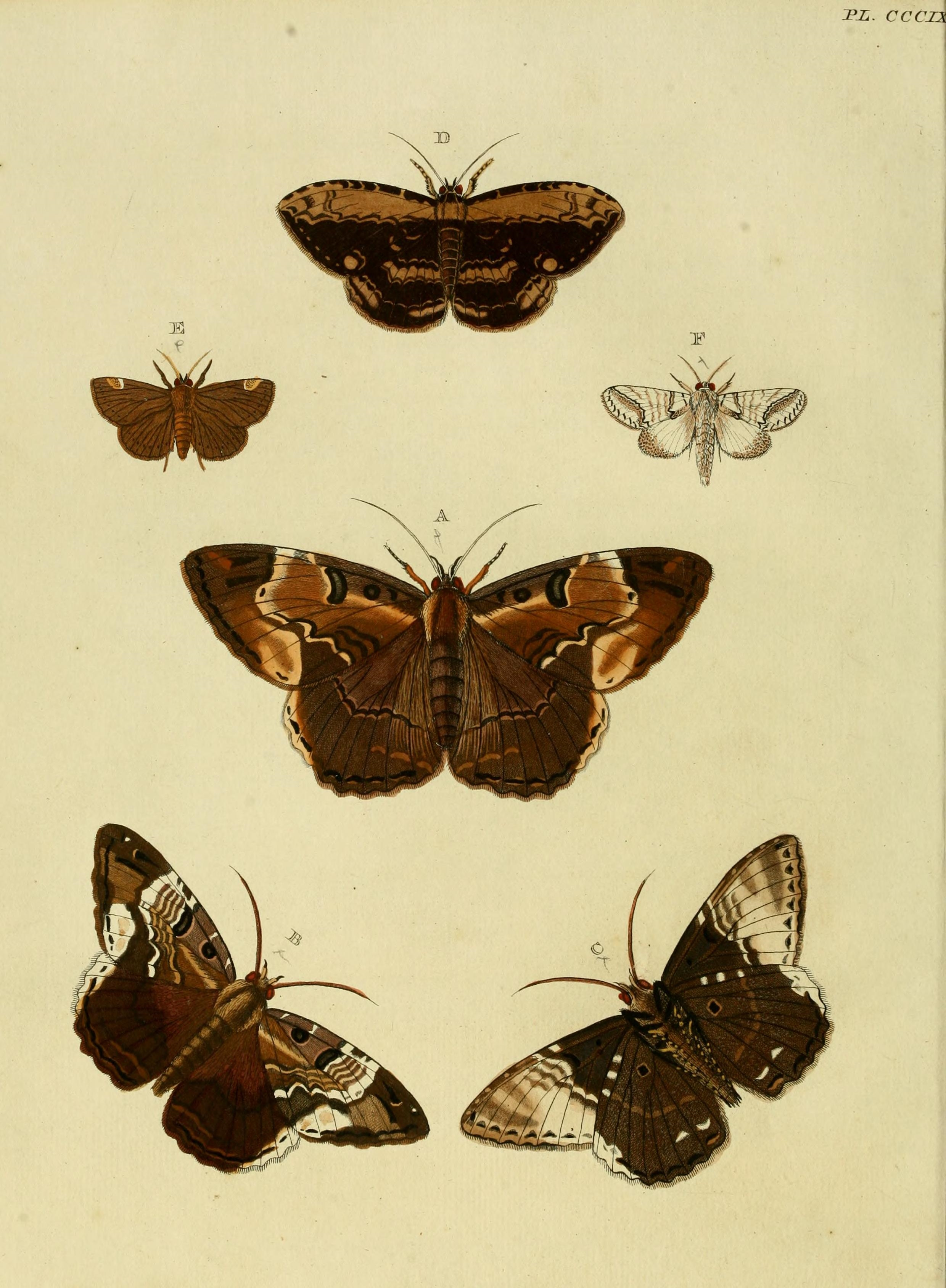
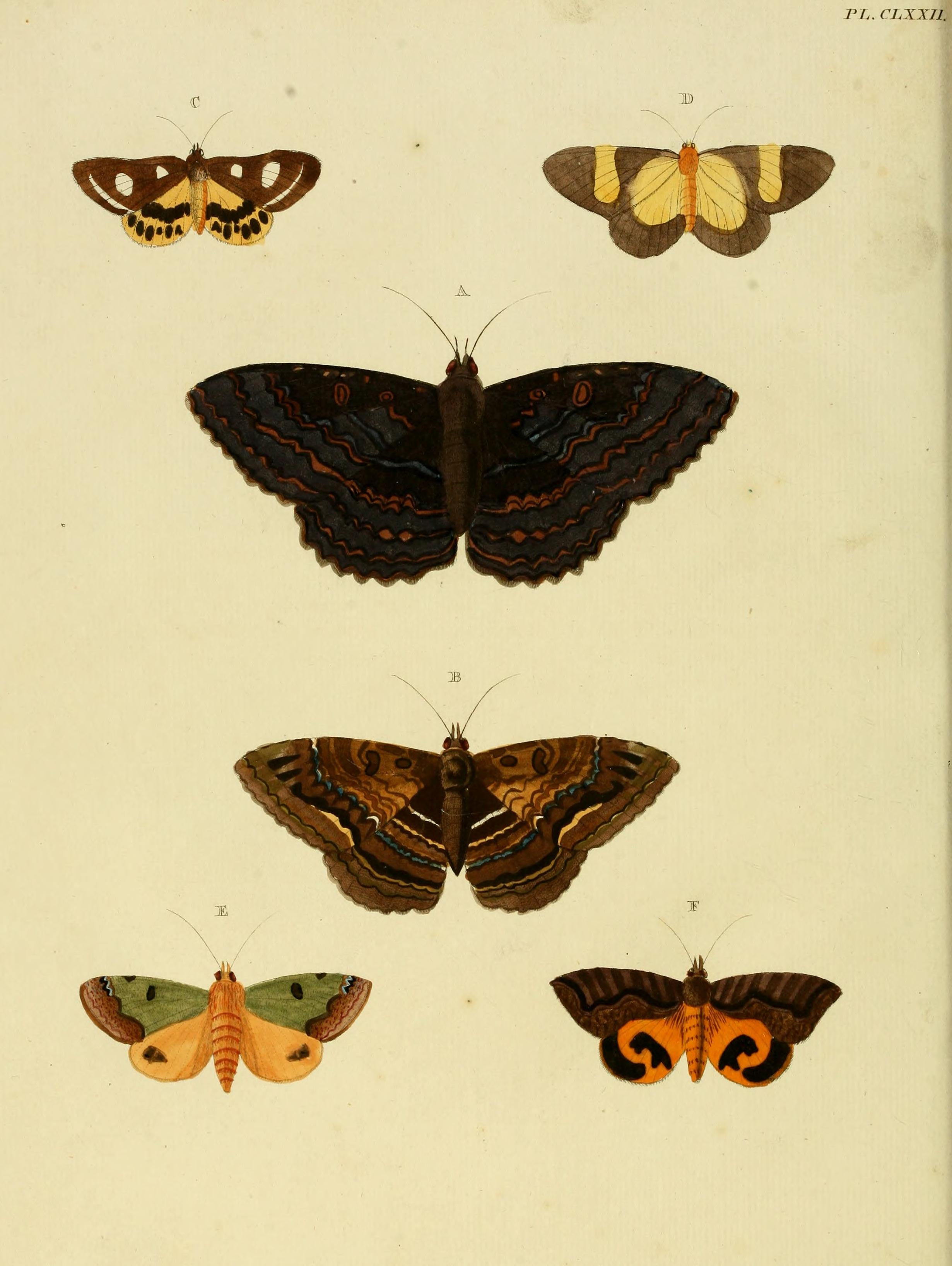
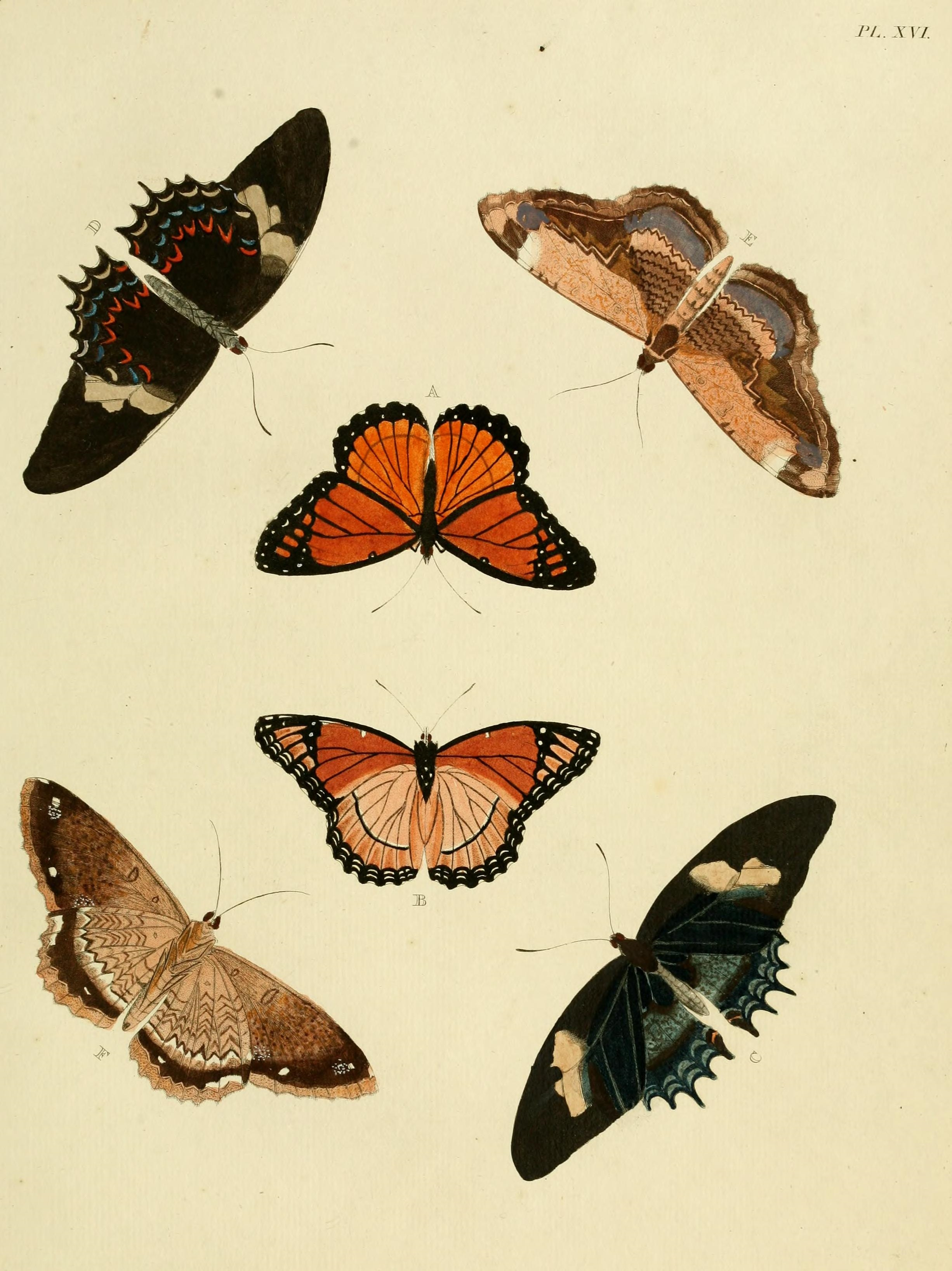
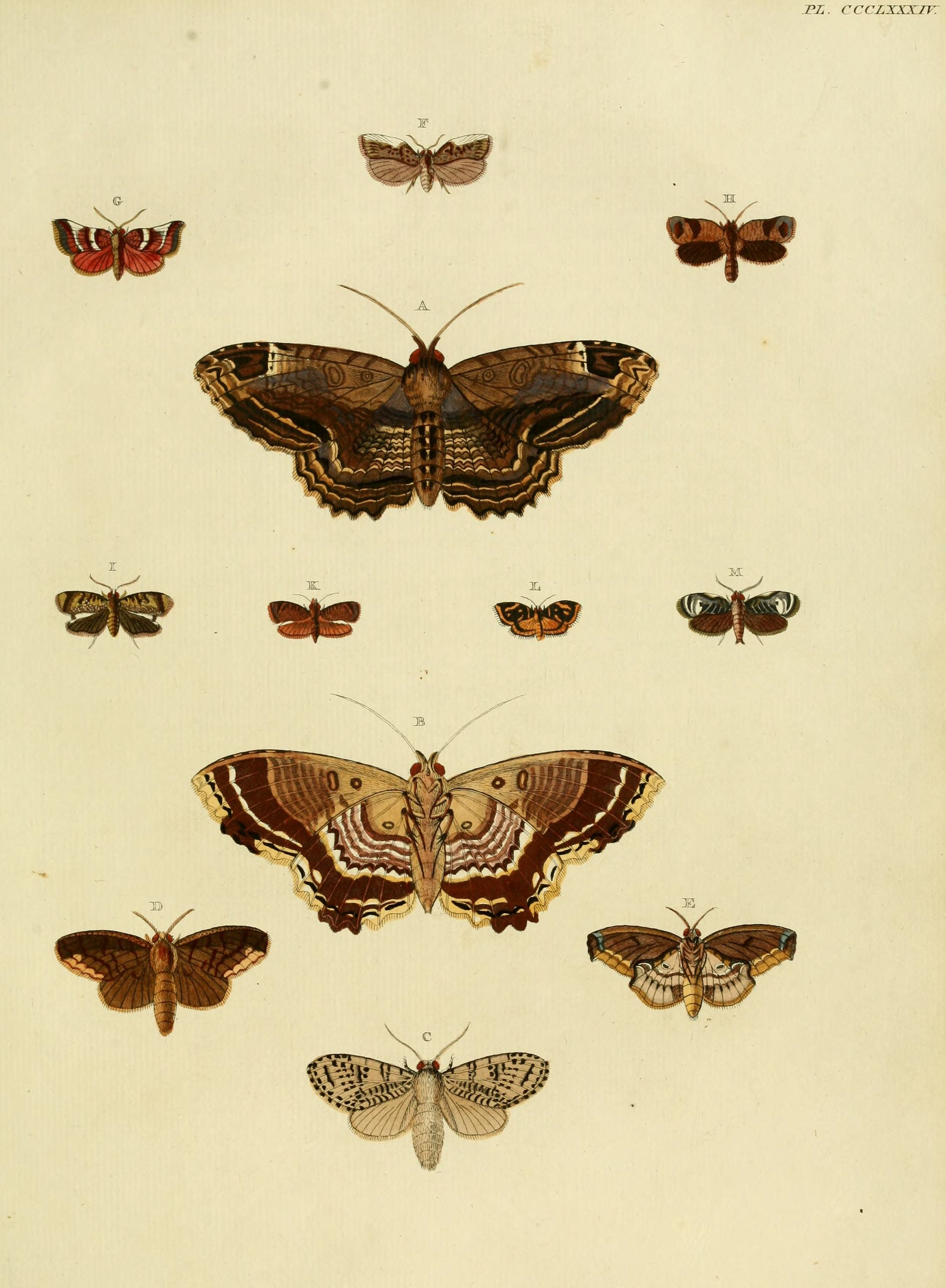

## Dottertaxa tillLetis, i alfabetisk ordning[1]
- Letis abrupta
- Letis alauda
- Letis albicans
- Letis albidentina
- Letis albifimbria
- Letis albociliata
- Letis aluco
- Letis aptissima
- Letis arcana
- Letis arpi
- Letis atricolor
- Letis buteo
- Letis caligula
- Letis claricostata
- Letis confundens
- Letis corisandra
- Letis cortex
- Letis cytheris
- Letis dichroa
- Letis doliaris
- Letis falco
- Letis fusa
- Letis hercyna
- Letis herilia
- Letis hypnois
- Letis implens
- Letis integra
- Letis iphianasse
- Letis janthinea
- Letis ketupa
- Letis laticincta
- Letis letiformis
- Letis leucomicta
- Letis lignitis
- Letis maculicollis
- Letis magna
- Letis marmorides
- Letis melba
- Letis mineis
- Letis mycerina
- Letis nero
- Letis nocticoelus
- Letis nycteis
- Letis nymphaloides
- Letis occidua
- Letis opalisans
- Letis orcus
- Letis orcynia
- Letis scops
- Letis scopsella
- Letis securivitta
- Letis sophia
- Letis specularis
- Letis steatornis
- Letis suava
- Letis tiasa
- Letis traili
- Letis tuisana
- Letis vittifera
- Letis vultura
- Letis xylia